# Washington, Quận Green, Wisconsin
Washington là một thị trấn thuộc quận Green, tiểu bang Wisconsin, Hoa Kỳ. Năm 2010, dân số của thị trấn này là 792 người.